# Seznam chráněných území v okrese Olomouc
Toto je seznam chráněných území v okrese Olomouc aktuální k roku 2016, ve kterém jsou uvedena chráněná území v oblasti okresu Olomouc.
| Kód  | Obrázek                                                    | Typ  | Název                     | Rozloha (ha) | Galerie Commons                                                               | Popis území | Souřadnice                       |
| ---- | ---------------------------------------------------------- | ---- | ------------------------- | ------------ | ----------------------------------------------------------------------------- | --- | -------------------------------- |
| 1659 | Bázlerova pískovna,jezírko                                 | PP   | Bázlerova pískovna        | 5,16         | Kategorie „Bázlerova pískovna“ na Wikimedia Commons                           | Soubor vodních, mokřadních a lučních společenstev | 49°36′53″ s. š., 17°14′32″ v. d. |
| 5714 | Kostel sv. Kateřiny                                        | PP   | Bílá Lhota                | 0,055        | Kategorie „Church of Saint Catherine (Bílá Lhota)“ na Wikimedia Commons       | Biotop evropsky významného druhu netopýra velkého | 49°42′40″ s. š., 16°58′33″ v. d. |
| 6143 | Cigánské zmoly                                             | PP   | Cigánské zmoly            | 5,5011       | Kategorie „Cigánské zmoly“ na Wikimedia Commons                               | Xerotermní a subxerotermní společenstva třídy Festuco-Brometea | 49°31′41″ s. š., 17°19′34″ v. d. |
| 1581 |                                                            | PP   | Častava                   | 7,32         | Kategorie „Častava“ na Wikimedia Commons                                      | Mokřadní biotopy a bývalé rameno řeky s přiléhajícím menším rybníkem. Lokalita s hojným výskytem ohrožených druhů rostlin a živočichů | 49°38′48″ s. š., 17°12′40″ v. d. |
| 1582 |                                                            | PP   | Daliboř                   | 3,36         | Kategorie „Daliboř“ na Wikimedia Commons                                      | Soubor lučních a mokřadních společenstev s výskytem typických i vzácných a ohrožených druhů planě rostoucích rostlin a volně žijících živočichů | 49°39′35″ s. š., 17°11′54″ v. d. |
| 5643 | Přírodní rezervace Doubrava                                | PR   | Doubrava                  | 210,7627     | Kategorie „Doubrava (přírodní rezervace)“ na Wikimedia Commons                | Soubor přírodě blízkých ekosystémů s výskytem typických i vzácných druhů rostlin a živočichů, reprezentovaný lesními společenstvy 2. a 3. lesního vegetačního stupně (zejména smíšenými lesy označovanými jako hercynské dubohabřiny a okrajově i teplomilnými a kyselými doubravami, suťovými lesy, jasanovými olšinami, tvrdými luhy a jejich vzájemnými přechody) a společenstvy pramenišť, malých vodních toků a drobných skalních výchozů | 49°46′ s. š., 16°58′47″ v. d.    |
| 708  |                                                            | PP   | Geologické varhany        | 0,73         | Kategorie „Geologické varhany“ na Wikimedia Commons                           | Krasový tvar kuželovitého typu v počátečním stadiu vývoje, který vznikl v tropickém teplém a vlhkém podnebí třetihor | 49°42′11″ s. š., 16°59′47″ v. d. |
| 1584 |                                                            | PR   | Hejtmanka                 | 112,81       | Kategorie „Hejtmanka“ na Wikimedia Commons                                    | Říční fenomén řeky Moravy s cennými porosty zaplavovaného lužního lesa přirozeného charakteru s výskytem vzácných společenstev korýšů jarních periodických tůní | 49°42′54″ s. š., 17°1′46″ v. d.  |
| 2142 | Hrubovodské sutě                                           | PR   | Hrubovodské sutě          | 92,59        | Kategorie „Hrubovodské sutě“ na Wikimedia Commons                             | Geomorfologicky členité území s výskytem přirozených a přírodě blízkých lesních ekosystémů 4. a 5. lesního vegetačního stupně | 49°41′40″ s. š., 17°26′24″ v. d. |
| 1585 | Letecký pohled na PP Hvězda                                | PP   | Hvězda                    | 3,40         | Kategorie „Natural monument Hvězda (Litovel)“ na Wikimedia Commons            | Mokřadní biotopy s vytvořeným sledem fytocenoz od bažinných luk k fragmentům měkkého luhu | 49°41′59″ s. š., 17°4′2″ v. d.   |
| 1663 | Molo v Chomutovském jezírku                                | PR   | Chomoutovské jezero       | 121,2772     | Kategorie „Chomoutovské jezero“ na Wikimedia Commons                          | Jezero po těžbě štěrkopísků s ostrovy, břehovými porosty s bohatou avifaunou, reintrodukován bobr | 49°39′12″ s. š., 17°14′28″ v. d. |
| 604  | Kamenné proudy u Domašova                                  | PP   | Kamenné proudy u Domašova | 21,58        | Kategorie „Kamenné proudy u Domašova“ na Wikimedia Commons                    | Ochrana fosilních geomorfologických jevů z posledního glaciálu | 49°43′48″ s. š., 17°26′37″ v. d. |
| 1697 | PR Kenický v dubnu 2022                                    | PR   | Kenický                   | 11,15        | Kategorie „Kenický“ na Wikimedia Commons                                      | Druhově i prostorově diferencovaný lužní les uvnitř živého meandru | 49°40′24″ s. š., 17°10′41″ v. d. |
| 1816 |                                                            | PR   | Království                | 301,09       | Kategorie „Království (přírodní rezervace)“ na Wikimedia Commons              | Ochrana vývojově vyspělých, druhově bohatých společenstev nížinných listnatých lesů | 49°30′44″ s. š., 17°17′41″ v. d. |
| 1684 | Kurfürstovo rameno                                         | PP   | Kurfürstovo rameno        | 5,02         | Kategorie „Kurfürstovo rameno“ na Wikimedia Commons                           | Uměle odstavené říční rameno, významné trdliště ryb | 49°39′38″ s. š., 17°12′42″ v. d. |
| 1698 |                                                            | PR   | Litovelské luhy           | 344,45       | Kategorie „Litovelské luhy“ na Wikimedia Commons                              | Souvislý lesní komplex s bohatým bylinným podrostem a výskytem vzácných druhů korýšů | 49°41′58″ s. š., 17°7′36″ v. d.  |
| 84   | Satelitní snímek oblasti                                   | CHKO | Litovelské Pomoraví       | 9 600        | Kategorie „Litovelské Pomoraví“ na Wikimedia Commons                          | | 49°41′53″ s. š., 17°8′30″ v. d.  |
| 1189 | Letecký snímek PP Malá Voda                                | PP   | Malá Voda                 | 7,25         | Kategorie „Natural monument Malá Voda“ na Wikimedia Commons                   | Přírodní rameno řeky Moravy v nížinném úseku vodního toku s projevy charakteristickými pro neregulovaný vodní tok | 49°42′3″ s. š., 17°3′34″ v. d.   |
| 1731 | Malý Kosíř                                                 | PR   | Malý Kosíř                | 11,25        | Kategorie „Malý Kosíř“ na Wikimedia Commons                                   | Ochrana subxerofilních trávníků s vyznívajícími teplomilnými druhy panonské květeny | 49°33′22″ s. š., 17°5′29″ v. d.  |
| 645  | Satelitní snímek oblasti                                   | NPP  | Na skále                  | 4,56         | Kategorie „Na Skále (national nature monument)“ na Wikimedia Commons          | Ochrana významných stepních společenstev na devonském vápenci | 49°33′19″ s. š., 17°10′35″ v. d. |
| 1587 | Panenský les                                               | PR   | Panenský les              | 15,90        | Kategorie „Panenský les“ na Wikimedia Commons                                 | Část toku Moravy, slepá ramena a tůně | 49°39′56″ s. š., 17°11′37″ v. d. |
| 301  | PR Panské louky na začátku května 2023                     | PR   | Panské louky              | 14,33        | Kategorie „Panské louky“ na Wikimedia Commons                                 | Ochrana typického společenstva pramenných rašelinných lesů na rozvodí | 49°49′54″ s. š., 17°25′59″ v. d. |
| 302  | Arboretum Bílá Lhota                                       | NPP  | Park v Bílé Lhotě         | 2,41         | Kategorie „Arboretum Bílá Lhota“ na Wikimedia Commons                         | Ochrana arboreta s cennými dřevinami našich druhů i exotů a zahradních forem | 49°42′38″ s. š., 16°58′37″ v. d. |
| 315  | Přírodní rezervace Plané loučky                            | PR   | Plané loučky              | 20,75        | Kategorie „Plané loučky“ na Wikimedia Commons                                 | Ochrana společenstev slatinných luk, fragmentů měkkého luhu, meandrujícího toku s břehovými porosty a tůní s výskytem řady ohrožených taxonů rostlin i živočichů | 49°37′30″ s. š., 17°13′57″ v. d. |
| 5644 |                                                            | PP   | Pod Templem               | 86,85        | Kategorie „Pod Templem“ na Wikimedia Commons                                  | Soubor polopřirozených a přírodě blízkých vodních, mokřadních, lučních, lesních a křovinných ekosystémů a jejich sukcesních (vývojových) stádií, s výskytem typických i vzácných druhů rostlin a živočichů | 49°42′26″ s. š., 17°0′30″ v. d.  |
| 1188 | protržený meandr u Hynkova                                 | NPR  | Ramena řeky Moravy        | 71,19        | Kategorie „Ramena řeky Moravy (national nature reserve)“ na Wikimedia Commons | Tok řeky Moravy a jejích ramen v nížinném úseku toku | 49°41′7″ s. š., 17°6′53″ v. d.   |
| 1639 | PR Smolenská luka - část pod dolním rybníkem               | PR   | Smolenská luka            | 10,53        | Kategorie „Smolenská luka“ na Wikimedia Commons                               | Ochrana ohrožené vlhkomilné vegetace a obojživelníků | 49°37′51″ s. š., 17°33′12″ v. d. |
| 440  | Popis obrazku                                              | NPR  | Špraněk                   | 28,70        | Kategorie „Špraněk“ na Wikimedia Commons                                      | Krasové území s jeskyněmi s bohatou výzdobou (část Javoříčského krasu) | 49°40′5″ s. š., 16°54′38″ v. d.  |
| 3371 | Terezské údolí                                             | PR   | Terezské údolí            | 85,92        | Kategorie „Terezské údolí“ na Wikimedia Commons                               | Soubor biotopů, tvořený menadrující říčkou Šumicí v inverzním zaříznutém údolí, luční nivou, údolními jasanoolšovými luhy a teplomilnou rozvolněnou doubravou na jižních svazích údolí s populacemi ohrožených druhů rostlin a živočichů | 49°35′42″ s. š., 17°1′32″ v. d.  |
| 1654 |                                                            | PP   | Třesín                    | 143,08       | Kategorie „Třesín“ na Wikimedia Commons                                       | Izolovaný vápencový hřbet se smíšenými porosty a vzácnou štěrbinovou květenou | 49°42′32″ s. š., 17°0′5″ v. d.   |
| 452  | Třesín                                                     | NPP  | Třesín                    | 1,18         | Kategorie „Třesín“ na Wikimedia Commons                                       | Jeskyně, důležité i výkopy z doby diluviální | 49°42′26″ s. š., 17°0′59″ v. d.  |
| 453  |                                                            | PP   | Tučapská skalka           | 0,40         | Kategorie „Tučapská skalka“ na Wikimedia Commons                              | Ochrana rostlinného společenstva | 49°29′23″ s. š., 17°15′21″ v. d. |
| 461  |                                                            | PP   | U bílých hlin             | 0,19         | Kategorie „U Bílých hlin“ na Wikimedia Commons                                | K ochraně květeny | 49°31′31″ s. š., 17°19′49″ v. d. |
| 1653 |                                                            | PP   | U přejezdu                | 5,77         |                                                                               | Zbytek černýšové doubravy s výskytem vstavačů | 49°44′29″ s. š., 17°2′38″ v. d.  |
| 2267 |                                                            | PP   | U Senné cesty             | 18,51        |                                                                               | Naleziště vzácných a ohrožených rostlinných druhů ve fragmentu ekosystémů smíšeného lesa | 49°43′17″ s. š., 17°2′56″ v. d.  |
| 1699 | U Spálené                                                  | PR   | U spálené                 | 23,17        | Kategorie „U_spálené“ na Wikimedia Commons                                    | Přirozené lesní společenstvo bezkolencové habřiny | 49°45′5″ s. š., 17°1′13″ v. d.   |
| 469  |                                                            | PP   | U strejčkova lomu         | 0,66         | Kategorie „U Strejčkova lomu“ na Wikimedia Commons                            | Ochrana rostlinného společenstva | 49°31′25″ s. š., 17°19′32″ v. d. |
| 1592 |                                                            | PP   | V Boukalovém              | 1,18         | Kategorie „V Boukalovém“ na Wikimedia Commons                                 | Mokřady v lužním porostu, refugium obojživelníků a plazů | 49°41′52″ s. š., 17°8′56″ v. d.  |
|      | Pohled na Velký Kosíř ze silnice od Přemyslovic do Pěnčína | PřP  | Velký Kosíř               | 1 960        | Kategorie „Nature park Velký Kosíř“ na Wikimedia Commons                      | | 49°32′54″ s. š., 17°3′42″ v. d.  |
| 1137 |                                                            | NPR  | Vrapač                    | 80,69        | Kategorie „Vrapač“ na Wikimedia Commons                                       | Přirozený ekosystém lužního lesa v úvalové nivě Moravy, jakož i ochrana všech vlastností tohoto velkého vodního toku a jeho nivy | 49°42′31″ s. š., 17°2′23″ v. d.  |
| 1701 | Za mlýnem                                                  | PP   | Za mlýnem                 | 14,16        | Kategorie „Za Mlýnem (natural monument“ na Wikimedia Commons                  | Soubor mokřadních biotopů od bažinných luk po měkký luh | 49°44′26″ s. š., 16°59′33″ v. d. |
| 6010 |                                                            | PP   | Deylův ostrůvek           | 0,8343       |                                                                               | Biotopy čolka velkého (Triturus cristatus) a kuňky ohnivé (Bombina bombina) a dalších ohrožených druhů obojživelníků | 49°30′7″ s. š., 17°14′30″ v. d.  |

## Zrušená chráněná území
| Kód  | Obrázek | Typ | Název             | Rozloha (ha) | Galerie Commons                                    | Popis území | Souřadnice                      |
| ---- | ------- | --- | ----------------- | ------------ | -------------------------------------------------- | --- | ------------------------------- |
| 1780 |         | PR  | Novozámecké louky | 25,75        | Kategorie „Novozámecké louky“ na Wikimedia Commons | Aluviální louky v nivě Moravy s významnými společenstvy a vzácnými druhy.. K 1. červnu 2010 zrušena a nahrazena PP Pod Templem. | 49°43′10″ s. š., 17°1′18″ v. d. |
| 1589 |         | PR  | Templ             | 14,96        |                                                    | Přirozená chlumní doubrava. K 1. červnu 2010 zrušena a nahrazena PP Pod Templem.                                                | 49°43′20″ s. š., 17°0′12″ v. d. |
| 1591 |         | PP  | U Zámecké Moravy  | 1,36         |                                                    | Lužní porost s výskytem pérovníku pštrosího. K 1. červnu 2010 zrušena a začleněna do PR Hejtmanka.                              | 49°43′5″ s. š., 17°1′56″ v. d.  |